# Parchi nazionali della Germania

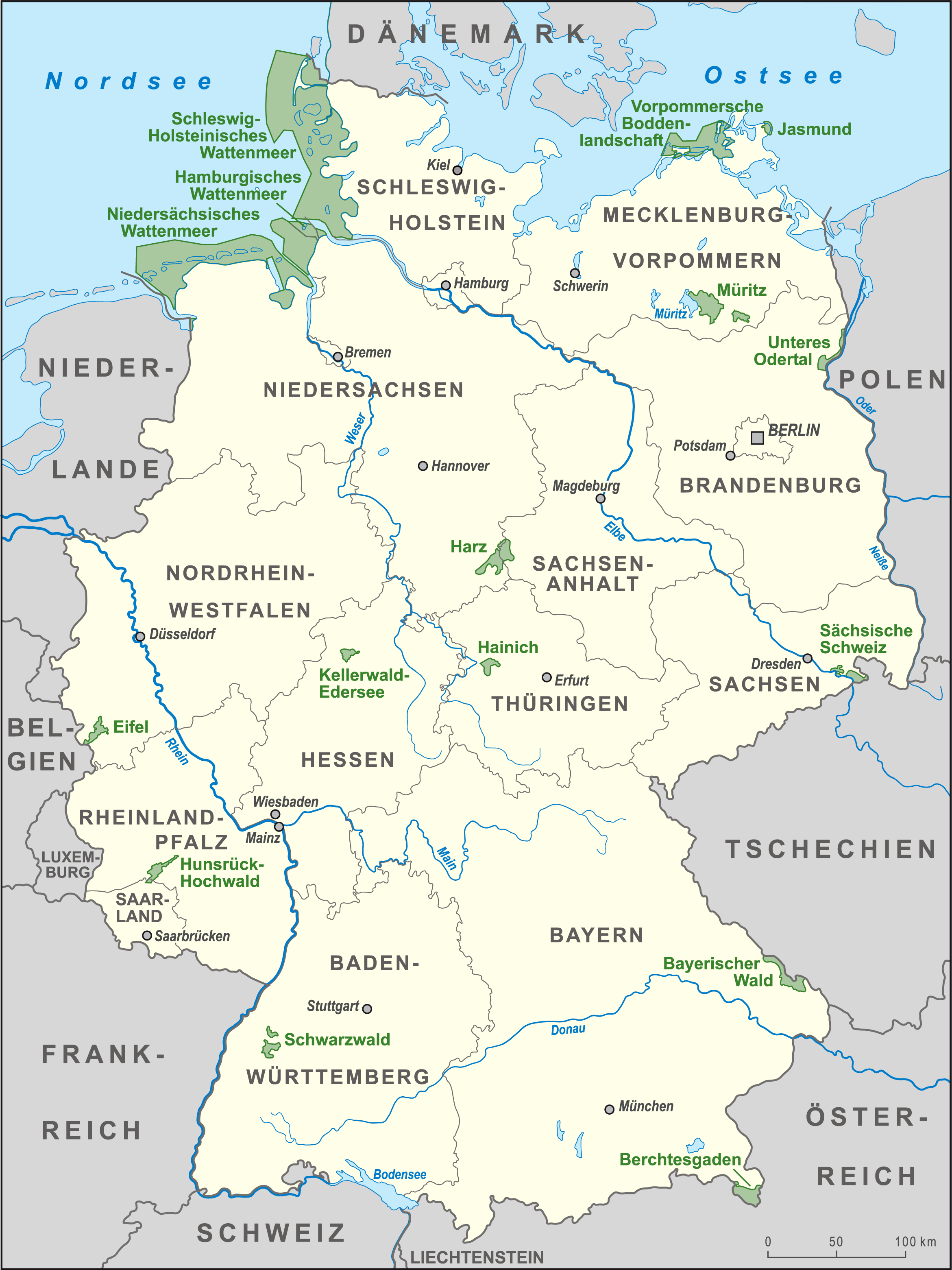
Parchi nazionali in Germania

In Germania il Parco nazionale è una delle forme di protezione territoriale definita dalla normativa federale (Bundesnaturschutzgesetz, abbreviato in BNatSchG).
Nell'art. 24 della BNatSchG è stabilito che lo scopo dei parchi nazionali è la protezione ad ampio raggio di territori con caratteristiche particolari, il territorio deve innanzitutto avere i presupposti necessari per essere dichiarata area protetta (Naturschutzgebiet), deve cioè avere un ecosistema particolare o biotopi rari.
In un Parco Nazionale è proibita qualunque attività non strettamente legata agli scopi di tutela dell'area.

## Situazione attuale
La superficie dei 16 parchi nazionali in Germania (aggiornata a giugno 2015) è pari a 10.478,59 km², tuttavia senza contare le aree marine del mare del Nord e del mar Baltico la superficie scende a soli 2.145,88 km², pari ad appena lo 0,60% dell'area terrestre della Germania. Peraltro, alla fine del 2012, si contavano in Germania 8.589 riserve naturali con una superficie totale di 1.341.396 ettari (3,8% del territorio). .

## Lista dei parchi nazionali della Germania
| Parco nazionale                                                                                             | Vista |
| --- | ----- |
| Parco nazionale della foresta bavarese Istituito nel 1970 Superficie: 24.250 ha (prima del 1997: 13.042 ha) |       |
| Parco nazionale di Berchtesgaden Istituito nel 1978 Superficie: 21.000 ha                                   |       |
| Parco nazionale dell'Eifel Istituito nel 2004 Superficie: 11.000 ha                                         |       |
| Parco nazionale di Hainich Istituito nel 1997 Superficie: 7.600 ha                                          |       |
| Parco nazionale del Wattenmeer di Amburgo Istituito nel 1990 Superficie: 13.750 ha                          |       |
| Parco nazionale dell'Harz Istituito nel 1994 Superficie: 24.700 ha                                          |       |
| Parco nazionale di Jasmund Istituito nel 1990 Superficie: 3.000 ha                                          |       |
| Parco nazionale di Kellerwald-Edersee Istituito nel 2004 Superficie: 5.724 ha                               |       |
| Parco nazionale della Müritz Istituito nel 1990 Superficie: 32.000 ha                                       |       |
| Parco nazionale del Wattenmeer della Bassa Sassonia Istituito nel 1986 Superficie: 240.000 ha               |       |
| Parco nazionale della Svizzera Sassone Istituito nel 1990 Superficie: 9.292 ha                              |       |
| Parco nazionale del Wattenmeer dello Schleswig-Holstein Istituito nel 1985 Superficie: 441.000 ha           |       |
| Parco nazionale della bassa valle dell'Oder Istituito nel 1990 Superficie: 32.884 ha                        |       |
| Parco nazionale del Paesaggio lagunare della Pomerania Anteriore Istituito nel 1990 Superficie: 80.500 ha   |       |
| Parco nazionale della Foresta Nera Istituito nel 2014 Superficie: 10.062 ha                                 |       |
| Parco nazionale dell'Hunsrück-Hochwald Istituito nel 2015 Superficie: 10.120 ha                             |       |